# Haemaphysalis paraturturis
Haemaphysalis paraturturis är en fästingart som beskrevs av Hoogstraal, Trapido och Rebello 1963. Haemaphysalis paraturturis ingår i släktet Haemaphysalis och familjen hårda fästingar. Inga underarter finns listade i Catalogue of Life.